# Magó (396 aC)
Magó (Μάγων) fou comandant de la marina cartaginesa sota Himilcó, en la guerra contra Dionís I el Vell (396 aC). Magó era un nom molt comú a Cartago i així de vegades és difícil distingir-les, sobretot quan només en tenim mencions breues.
Va dirigir la flota a la batalla de Catana. Hi va derrotar totalment als siracusans dirigits per Leptines, germà de Dionís, i hi va destruir un centenar de vaixells enemics. Al final de la desastrosa expedició, amb el retorn d'Himilcó a Àfrica, Magó fou nomenat comandant en cap a Sicília. Hi va conduir una política de cooperació amb els grecs i amb les tribus.
El 393 aC va avançar contra Messana però fou atacat i derrotat per Dionís I a Abacaenum, havent de restar aturat per un temps; el 392 aC va rebre reforços des de Sardenya i Àfrica i va reunir un exèrcit de vuitanta mil homes, amb els quals va avançar cap al cor de Sicília fins al riu Chrysas, però es va trobar amb Dió, que s'havia aliat a Agiris, tirà de Agírion, que li va tallar els subministraments i va obligar Magó a signar un tractat de pau que deixava als seus aliats sicilians en mans de Dionís.
Llavors va retornar a Cartago, on aviat fou elevat a la dignitat de sufet que exercia el 383 aC, quan es va reprendre la guerra amb Dionís. Magó va desembarcar a Sicília amb un gran exèrcit i es van produir diversos combats i finalment una gran batalla en la qual el mateix Magó va morir i els cartaginesos van ser derrotats.